# كانون 650 دي
كانون 650 دي (بالإنجليزية: Canon EOS 650D)‏ وتعرف Canon Rebal T4i كاميرا احترافية من إنتاج شركه كانون طرحت في الأسواق في شهر حزيران من عام 2012.

## المميزات
- 18 ميجا بكسل APS-C على حساس CMOS المطور
- محرك التركيز التلقائي الجديد للمشاهدة المباشرة من الشاشة للفيديو والفوتوغراف
- متابعة الهدف بالتركيز في وضع الفيديو
- معالج DIGIC5
- آيزو 100-12800 وممتد حتى 25600
- لقطات متتابعة حتى 5 صور في الثانية
- حساس التركيز التقائي المأخوذ من (60D )
- ميترينج متطور 63
- فيديو 1080 30 فريم في الثانية
- شاشة داعمة للمس المزدوج ومتحركة أيضاً بدقة مليون نقطة

### بيئة العمل
1. العاب رياضة بحيث يمكنك التقاط 5 صور في الثانية
2. للمناسبات
3. صور شخصيه أو أستديو
4. بورتريه
5. مناسبه تقريبا لجميع الظروف
6. خفيفة الوزن وسهلة الاستخدام